# Kryszpin

Herb Kryszpin

Kryszpin – herb szlachecki.

## Opis herbu
Tarcza dwudzielna w słup. Dwie srebrne jelenie głowy w lewo w polu złotym, lew srebrny wspięty na tylnych łapach w prawo w polu błękitnym. Pośrodku pieniek dębowy prosto do góry o pięciu sękach. W hełmie pięć piór pawich pomiędzy dwoma srebrnymi skrzydłami orlimi.

## Najwcześniejsze wzmianki
1437 dyplom cesarski Zygmunta Luksemburskiego dla Wacława Kirszenszteina. Herb pochodzenia niemieckiego.

## Herbowni
Kryszpin-Kirszenszteinowie.